# Chislet
Chislet – wieś w Anglii, w hrabstwie Kent, w dystrykcie Canterbury. Leży 10 km na północny wschód od miasta Canterbury i 94 km na wschód od centrum Londynu.